# Johann Hieronymus Schröter
Johann Hieronymus Schröter (30. srpna 1745 – 29. srpna 1816) byl německý astronom, který jako první spolu se svým asistentem Karlem Ludwigem pozorovali bílé skvrny v atmosféře Saturnu v roce 1796. Současně jako první v historii pozoroval Sinuous rilles — zvláštní geologické útvary na povrchu Měsíce. Je autorem díla Selenotopographische Fragmente, atlasu měsíčního povrchu.

## Život
Schröter se narodil v německém městě Erfurtu a později odešel studovat na univerzitu v Göttingenu. Po jejím absolvování nastoupil 10letou právnickou praxi.

## Pocty
Na jeho počest jsou na Měsíci (Schröter) a na Marsu (Schröter) pojmenovány impaktní krátery, na Měsíci dále nese jeho jméno údolí Vallis Schröteri.